# Província de Burdur
Burdur és una província de Turquia, situada al sud-oest el país. Limita al sud amb Muğla i Antalya, a l'oest amb Denizli, amb Afyon al nord, i amb Isparta a l'est. Ocupa una superfície de 6,887 km² i té una població de 251.550 habitants. La capital provincial és la ciutat de Burdur.
Burdur està situada a la "Regió dels Llacs" de Turquia i té molts llacs de diverses mides, el més gran dels quals és el Llac Burdur, que rep el nom de la província. El Llac Salda és el segon llac més gran de la província i es considera que és un dels llacs més nets al món.

## Districtes
La província de Burdur es divideix en 11 districtes:
- Ağlasun
- Altınyayla
- Bucak
- Burdur
- Çavdır
- Çeltikçi
- Gölhisar
- Karamanlı
- Kemer
- Tefenni
- Yeşilova